# První vláda Antoniho Ponikowského
První vláda Antoniho Ponikowského byla šestou vládou Druhé Polské republiky pod vedením Antoniho Ponikowského. Kabinet byl jmenován 19. září 1921 šéfem státu Józefem Piłsudským po demisi předchozí Witosovy vlády. Vláda odstoupila 5. března 1922.

## Vznik vlády
Dne 13. září 1921 se konal Konvent seniorů a maršálek Sejmu Wojciech Trąmpczyński chtěl pak navrhnout šéfovi státu Józefovi Piłsudskému na místo premiéra Stanisława Głąbińského. Proti tomu se ale postavily Polská socialistická strana, Polská lidová strana Wyzwolenie a Polská lidová strana Piast a konvent se tak rozešel bez výsledku. Nezbylo tedy než vytvořit vládu na podobném půdorysu jako byl končící Witosův kabinet.
Dne 16. září 1921 byl sestavením vlády pověřen rektor Varšavské politechniky Antoni Ponikowski. Ten měl v úmyslu sestavit nestranickou vládu odborníků. Designovaný premiér pak jednal se všemi poslaneckými kluby v Sejmu, při čemž s nimi řešil především hospodářské problémy, zejm. vybírání daní.
Vláda byla jmenována 19. září 1921. Nedisponovala většinou v Sejmu a musela se spoléhat na podporu středových a levicových stran, jež se obávaly vlády národních demokratů. Měla podporu i u šéfa státu, který také nechtěl vládu národních demokratů.

## Demise vlády
Otázka statusu a způsobu připojení Střední Litvy k Polsku vyvolala spory mezi parlamentními kluby. Vláda 21. února 1922 přijala návrh statusu regionu s omezenou samosprávou, vilniuským sejmem a předsedou vilniuské země jako výkonnou mocí. Specifika regionu se měly projevit v titulatuře, polská vláda měla mít vliv na všechny zásadní věci. V březnu 1922 do Varšavy přijela dvacetičlenná delegace sejmu z Vilniusu, která měla jednat o připojení k Polsku. Zpočátku mělo 13 členů delegace v úmyslu podepsat smlouvu o připojení ve vládním znění. Premiér Ponikowski ujistil zástupce národních demokratů, že statut regionu nebude obsahovat slovo "autonomie". Ti ale požadovali, aby do textu bylo doplněno, že bude region spravovaný v souladu s Ústavou, což by autonomii zcela vylučovalo. Na poslední chvíli 3 ze 13 původních poslanců odmítli text přijmout a smlouvu podepsala jen levice (10 z 20 poslanců). Vláda kvůli odmítnutí smlouvy podala 5. března 1922 demisi.

## Složení vlády
| Portfej                                            | Ministr / člen vlády           | Strana    | Nástup do úřadu | Odchod z úřadu |
| -------------------------------------------------- | ------------------------------ | --------- | --------------- | -------------- |
| Předseda vlády                                     | Antoni Ponikowski              | PSChD     | 19. září 1921   | 5. března 1922 |
| Ministr zásobování                                 | Hieronim Wyczółkowski          | nestraník | 19. září 1921   | 22. října 1921 |
| Ministr zásobování                                 | Jan Stefan Stoiński            | nestraník | 22. října 1921  | 5. března 1922 |
| Ministr železnic                                   | Bolesław Sikorski              | nestraník | 19. září 1921   | 7. února 1922  |
| Ministr železnic                                   | Julian Eberhardt               | nestraník | 7. února 1922   | 5. března 1922 |
| Ministr kultury a umění                            | Antoni Ponikowski (úřadující)  | PSChD     | 19. září 1921   | 5. března 1922 |
| Ministr pošt a telegrafů                           | Władysław Stesłowicz           | SPN       | 19. září 1921   | 5. března 1922 |
| Ministr práce a sociální péče                      | Ludwik Darowski                | nestraník | 19. září 1921   | 5. března 1922 |
| Ministr průmyslu a obchodu                         | Henryk Strasburger (úřadující) | nestraník | 19. září 1921   | 5. března 1922 |
| Ministr veřejných prací                            | Gabriel Narutowicz             | nestraník | 19. září 1921   | 5. března 1922 |
| Ministr zemědělství                                | Józef Raczyński                | nestraník | 19. září 1921   | 5. března 1922 |
| Ministr státního pokladu                           | Bolesław Markowski (úřadující) | nestraník | 19. září 1921   | 26. září 1921  |
| Ministr státního pokladu                           | Jerzy Michalski                | nestraník | 26. září 1921   | 5. března 1922 |
| Ministr vnitra                                     | Stanisław Downarowicz          | nestraník | 19. září 1921   | 5. března 1922 |
| Ministr vojenství                                  | Kazimierz Sosnkowski           | nestraník | 19. září 1921   | 5. března 1922 |
| Ministr zahraničí                                  | Konstanty Skirmunt             | nestraník | 19. září 1921   | 5. března 1922 |
| Ministr spravedlnosti                              | Bronisław Sobolewski           | nestraník | 19. září 1921   | 5. března 1922 |
| Ministr náboženství a veřejného vzdělávání         | Antoni Ponikowski (úřadující)  | PSChD     | 19. září 1921   | 5. března 1922 |
| Ministr veřejného zdraví                           | Witold Chodźko                 | nestraník | 19. září 1921   | 5. března 1922 |
| Ministr pro záležitosti dřívějšího pruského záboru | Juliusz Trzciński              | nestraník | 19. září 1921   | 22. října 1921 |
| Ministr pro záležitosti dřívějšího pruského záboru | Józef Wybicki                  | nestraník | 22. října 1921  | 5. března 1922 |